# Gaius Herennius Capella
Gaius Herennius Capella war ein im 2. Jahrhundert n. Chr. lebender römischer Politiker.
Durch Militärdiplome, die unter anderem auf den 12. November und den 25. Dezember 119 datiert sind, ist belegt, dass Capella 119 für die Monate November und Dezember zusammen mit Lucius Coelius Rufus Suffektkonsul war. Die beiden Konsuln sind auch in den Arvalakten aufgeführt.